# SG Wallau-Massenheim
Dernière mise à jour : 27 janvier 2021.
Le SG Wallau/Massenheim est un club allemand de handball, basé à Wallau, sur la commune de Hofheim am Taunus, dans la banlieue de Wiesbaden. 
Après avoir été l'un des meilleurs clubs allemand et européen au début des années 1990, le club rencontre d'importants problèmes financiers en 2005 et est contraint depuis d'évoluer dans les divisions inférieures.

## Historique
Le club résulte de la fusion des sections handball du TV Wallau et du TuS Massenheim en 1975. Dès 1984, il atteint le plus haut niveau du handball allemand, la Bundesliga. Il atteint le sommet au début des années 1990 avec deux titres de champions, une victoire en Coupe de l'IHF (C3) en 1992 et une finale de Coupe des clubs champions (C1) en 1993. 
Fort de ces bons résultats, le club voit encore plus grand et des grands joueurs viennent jouer dans la petite ville de la Hesse en 1996. Ainsi, l’entreprise Tetra Pak finance directement la venue du Français Frédéric Volle et du pivot russe Dimitri Torgovanov. Puis les dirigeants décident en 1998 de déménager à Francfort, dans la Ballsporthalle (5 000 places) afin d’attirer plus de spectateurs et de sponsors. Le club devient alors SG W/M Frankfurt et est désormais entraîné par Martin Schwalb qui a activement participé en tant que joueur dans les succès du club entre 1990 et 1998. Mais, le club ne remporte plus de titre depuis 1994 : la course au gigantisme échoue et en 2000, le club reprend son ancien nom. Dans la course aux armements lancée par de nouveaux venus sur la scène du handball allemand, comme Magdebourg, Hambourg et Kiel, Wallau-Massenheim répond en lançant des jeunes talents qui font illusion pendant encore quelques saisons, mais l’équipe stagne en milieu de tableau. Les problèmes financiers s’accumulent, au point de ne plus pouvoir payer les joueurs en 2005. 
À la fin de la saison 2004-05, Wallau-Massenheim ne voit pas sa licence renouvelée par la Bundesliga et doit être rétrogradé en division régionale. 
Si le club retrouve la 2. Bundesliga en 2007, le TuS Massenheim choisit de se retirer de l’association en 2008. En mars 2009, le SG Wallau s'associe avec le TSG Münster pour former le HSG FrankfurtRheinMain. Mais en 2011, le HSG FrankfurtRheinMain a renoncé à une demande de licence pour la nouvelle 2. Bundesliga à poule unique : le SG Wallau échoue dans l'Oberliga (D4) de la Hesse et le TSG Münster en 3. Liga (D3). Promu en 2013, le club se déclare en faillite à la fin de la saison 2013/14.
Le HSG Wallau / Massenheim est alors fondé à partir des clubs TV Wallau et TuS Massenheim et évolue au niveau district. Pour la saison 2019/20, le club s'associe avec le TV Breckenheim pour former le HSG Breckenheim Wallau / Massenheim et évolue au quatrième niveau de la ligue régionale (Oberliga) de la Hesse.

## Palmarès
Compétitions internationales
- Vainqueur de la Coupe de l'IHF (C3) (1) : 1992
- Finaliste de la Coupe des clubs champions (C1) en 1993

Compétitions nationales
- Champion d'Allemagne (2) : 1992, 1993
- Coupe d'Allemagne (2) : 1993, 1994
- Supercoupe d'Allemagne (1) : 1994

## Personnalités liées au club

### Joueurs célèbres
Deux joueurs se sont particulièrement distingués :
- le Finlandais Mikael Källman (de), joueur de 1987 à 1996, a été élu meilleur handballeur de l'année en Allemagne en 1992
- l'Allemande Martin Schwalb, joueur de 1990 à 1998, a été élu meilleur handballeur de l'année et a terminé meilleur buteur du championnat en 1996.

Parmi les autres joueurs marquants, on trouve :
- Markus Baur : 1993-1997
- Zoran Đorđić : 1997-2005
- Steffen Fäth : 2007-2008
- Pascal Hens : 1999-2003
- Jan-Olaf Immel (de) : avant 2005
- Dominik Klein : 2003-2005
- Bernard Latchimy :  1997-1998
- Volker Michel : 1995-1996
- Jesús Olalla : 2001-2002
- Nenad Peruničić : 2004-2005
- Stephan Schöne (de) : 1987-1995
- Dimitri Torgovanov : 1996-1999
- Frédéric Volle : 1996-1998
- Marc Wiltberger : 1996-1999

### Entraîneurs célèbres
- Velimir Kljaić (de) : de 1989 à 1992
- Heiner Brand : de 1992 à décembre 1993
- Burkhard Keller : en janvier à juin 1994
- Björn Jilsén : de 1994 à 1996
- Kristján Arason (de) : de 1996 à avril 1997
- Velimir Kljaić (de) : d'avril 1997 à 1998
- Armin Emrich (de) : en 1998
- Martin Schwalb : de 1998 à 2005